# Djurgårdens IF Fotboll 1922
Djurgårdens IF Fotboll 1922, man vann mot Stockholmsklubben AIK med 0-2 i slutomgång 1, vann mot IK City med 1-2 i kvartsfinalen. Men man förlorade semifinalen mot Gais med 2-4 inför 9500 åskådare.